# Font de Sofre Baix
La Font de Sofre Baix és una obra de Ripoll (Ripollès) protegida com a Bé Cultural d'Interès Local.

## Descripció
La font de sofre baix es troba al barri de la font del sofre, en un espai arraconat en una zona assolellada. Per accedir-hi cal passar per una pista de terra. La font gaudeix de gran fama entre la població, ja que els ripollesos la visitaven buscant les propietats curatives de les aigües sulfuroses.
A part del brollador d'aigua, amb un cabal regular, la font consta de dos bancs, una taula, unes graelles i uns contenidors per a deixalles.